# Théobald Bacher
Theobald Jakob Justinus Bacher, französisch Théobald Jacques Justin Bacher, ab 1810 Baron de Bacher, auch Reichsbaron von Bacher (* 17. Juni 1748 in Thann, Elsass; † 15. November 1813 in Mainz), war ein französischer Diplomat. In der Zeit von 1777 bis 1811 war er mit verschiedenen diplomatischen und nachrichtendienstlichen Missionen in der Alten Eidgenossenschaft, im Heiligen Römischen Reich und im Rheinbund beauftragt. 

## Leben

### Familie und Ausbildung
Bacher war eines von sechs Kindern des aus Blotzheim gebürtigen Arztes Georg Friedrich Bacher (* 1709) und seiner Frau Sybilla Franziska, geborene Fritz, der Tochter des Thanner Bürgermeisters Andreas Fritz. Im Alter von 14 Jahren trat er in das Bataillon de Colmar ein. Als junger Offizier war er zu Dienstleistungen im Generalstab der im Siebenjährigen Krieg am Niederrhein gegen Preußen operierenden französischen Armee eingesetzt. Mit dem Frieden von 1763 erhielt er sogleich wieder den Abschied vom Militär, wahrscheinlich auf eigenen Antrag hin. Vermutlich hat er anschließend in Straßburg studiert. Um das Jahr 1768 hielt er sich in Berlin auf, um sich militärisch nach preußischem Muster schulen zu lassen. Dort kam er auch mit dem Prinzen Heinrich von Preußen in Kontakt. Nachdem Bacher Berlin wieder verlassen hatte, wurde er in Frankreich zum aspirant d’artillerie et du génie und bald darauf zum Ingénieur-géographe-militaire surnuméraire ernannt. 1771 trat er erneut in das Bataillon de Colmar ein und bekleidete den Rang eines Lieutenants. Zwei Jahre darauf erhielt er eine Beurlaubung, um sich im französischen Außenministerium in Paris auf eine diplomatische Laufbahn vorzubereiten. Beim Straßburger Provinzial-Artillerieregiment erhielt er im Jahr 1777 den Status eines Reserveoffiziers.

### Missionen in der Schweiz (1777–1797)
Im gleichen Jahr wurde er zur französischen Botschaft in der Schweiz in Solothurn entsandt, um als Sekretär und Dolmetscher bei Vertragsverhandlungen zwischen Schweizer Kantonen und Frankreich zu dienen. Danach übernahm er dort einen ständigen Posten als Gesandtschaftssekretär und Dolmetscher und schied aus dem aktiven Heeresdienst aus. Bis 1791 vertrat er Frankreich auf dem Schweizerischen Landtag zu Frauenfeld, sofern der jeweilige französische Gesandte – Heraclius de Polignac, Jean Gravier de Vergennes und zuletzt Charles Olivier de Vérac – verhindert war. 1791 stieg er als chargé d’affaires zum selbständigen bevollmächtigten Geschäftsträger Frankreichs in der Eidgenossenschaft auf, nachdem sein Vorgänger im Amte sich dienstliche Unregelmäßigkeiten hatte zuschulden kommen lassen. Gleichzeitig wurde er von Ludwig XVI. mit dem St.-Ludwig-Orden geehrt. In den Jahren 1791 bis 1793 wurde Bacher – wohl auch aus Karrieregründen – Schritt für Schritt zu einem Anhänger der Französischen Revolution. 1792 zog Frankreich Bacher von seinem Solothurner Gesandtschaftsposten ab, nachdem wegen seiner Sympathien für die Revolution ein eidgenössischer Ausweisungsbefehl ergangen war. Im Auftrag von François Barthélemy wirkte er anschließend als Agent in Basel, um insbesondere die Neutralität des Kantons Basel im Ersten Koalitionskrieg zu überwachen. Von Basel aus organisierte er ab 1793 einen umfassenden Nachrichtendienst für die Erste Französische Republik. Bachers Agenten- und Spionagenetz erstreckte sich dabei nicht nur über Teile der Schweiz, sondern über den gesamten süddeutschen Raum bis nach Mainz, Frankfurt am Main und Regensburg. Zusammen mit Barthélemy und dem Basler Stadtschreiber Peter Ochs hatte er dort außerdem maßgeblichen Anteil am Zustandekommen des Friedens von Basel 1795. Auch mit Verhandlungen zum Austausch von Gefangenen war Bacher befasst. So leitete er etwa die Verhandlungen, die dazu führten, dass Marie Thérèse Charlotte de Bourbon, die Tochter des 1793 hingerichteten französischen Königs, zum Austausch gegen französische Gefangene 1795 an den Wiener Hof entlassen wurde. Nachdem Bachers Vorgesetzter Barthélemy am 26. Mai 1797 in das 2. Direktorium gewählt worden war, stieg er selbst wieder zum offiziellen Geschäftsträger Frankreichs in der Schweiz auf. In dieser Stellung erzwang er, dass französische Emigranten, die Frankreich wegen der Revolution verlassen hatten, aus der Schweiz ausgewiesen wurden.

### Missionen in Deutschland (1797–1811)
Kurz nach dem Frieden von Campo Formio, am 16. November 1797, wurde Bacher zum chargé d’affaires am Reichstag des Heiligen Römischen Reichs in Regensburg befördert. Dieser Posten, der ihm de jure nur die Stellung eines Privatmanns, de facto aber die Funktion eines offiziellen französischen Gesandten verlieh, sollte Frankreich dazu dienen, einen diplomatischen Kontakt zu den Reichsständen zu halten, mit denen es sich offiziell im Kriegszustand befand. Gleichzeitig steuerte Bacher dort ein geheimdienstliches Netzwerk, das der Französischen Republik – insbesondere ihrem Außenminister Charles-Maurice de Talleyrand-Périgord, den französischen Gesandten beim Rastatter Kongress, dem französischen Gesandten Jean Baptiste Bernadotte in Wien und den Generälen der französischen Rheinarmee – Informationen über politisch und militärisch relevante Vorgänge lieferte. In Bachers politischer Korrespondenz finden sich frühe Hinweise auf den Gedanken, dass ein Corps Germanique aus einer Konföderation von Reichsständen, jedoch ohne Preußen und Österreich, mit Frankreich in ein Schutzbündnis treten sollte (→ Drittes Deutschland). Die politische Situation spitzte sich für Frankreich – und damit auf für Bacher auf seinem Regensburger Posten – Ende 1798 zu, als sich unter russischer Initiative ein neues Bündnis gegen Frankreich zum Zweiten Koalitionskrieg zu formieren begann. Als sich Bacher in dieser Situation einmischte, die Reichsstände zu beeinflussen begann und offiziell gegen einen Vorstoß Österreichs am Reichstag intervenierte, ließ ihn Erzherzog Karl am 9. März 1799 aus Regensburg ausweisen.
Bacher siedelte auf neutrales hessisches Gebiet nach Hanau über, wo er bis zum Oktober 1800 blieb, unter Geldmangel litt und als Kommissar für den Gefangenenaustausch agierte. Mit dem Ende 1799 erfolgenden Rückzug russischer Truppen nach Russland und militärischen Siegen Frankreichs verbesserte sich die französische Verhandlungsposition in Deutschland zusehends. Wilhelm, der Landgraf von Hessen-Kassel, und andere deutsche Souveräne nahmen verstärkt diplomatischen Kontakt zu Bacher auf. In dieser Situation erteilte ihm das Direktorium die förmliche Erlaubnis, weitere Eröffnungen über Friedensanträge der Reichsstände entgegenzunehmen. Nach dem Frieden von Lunéville, der Bachers Auftrag als Kommissar für den Gefangenenaustausch beendete, reiste er von Frankfurt am Main, wo er ab Oktober 1800 gewohnt hatte, um in einen besseren Kontakt mit den rheinischen Höfen treten zu können, wieder nach Regensburg.
Auf der Reise nach Regensburg, wo er am 20. Mai 1801 seine vormaligen Tätigkeiten einschließlich der Spionage wieder aufnahm, ließ der kurmainzische Minister Franz Joseph von Albini in Aschaffenburg Bacher als Vertreter Napoleons einen Empfang mit militärischen Ehren bereiten. Die herausgehobene Stellung, die Bacher fortan als französischer Geschäftsträger beim Reichstag einnahm, unterstreicht insbesondere das heutige Präsidialpalais, das ihm als repräsentativer Wohnsitz in Regensburg zugewiesen wurde. Bei den am Reichstag anlaufenden Verhandlungen engagierte sich Bacher besonders für die Entschädigung der im Zuge des Friedens von Lunéville depossedierten Reichsfürsten, die vertragsgemäß innerhalb des Reichs zu erfolgen hatte. Diese Verhandlungen mündeten bald in Pläne zur Säkularisation der geistlichen Reichsstände. Mit ihrer Inkraftsetzung durch den Reichsdeputationshauptschluss veränderten diese Pläne die Landkarte und das Machtgefüge des Reiches einschneidend. 1804 erhielt Bacher von Talleyrand das Kreuz der Ehrenlegion zugesandt. Während des Dritten Koalitionskriegs hielt sich Bacher vom 16. Dezember 1805 bis zum 8. Januar 1806 in Wien auf. Seine dortige Mission ist nicht bekannt, eine Teilnahme an einer internen französischen Abstimmung über die Folgen des Vertrags von Schönbrunn und des Friedens von Pressburg liegt jedoch nahe. Anschließend kehrte er nach Regensburg zurück. Am 1. August 1806 überreichte Bacher beim Reichstag jene berühmte französische Note, worin Kaiser Napoleon als Protektor des im Juli gegründeten Rheinbundes verkündete, die Verfassung des Heiligen Römischen Reichs nicht mehr anzuerkennen. Am 11. August ließ der österreichische Außenminister Johann Philipp von Stadion Bacher und den Mitgliedern des Reichstags durch eine Note, die der dortige Gesandte Egid Joseph Karl von Fahnenberg übermittelte, mitteilen, dass Franz II. am 6. August 1806 die Reichskrone niedergelegt habe.
Parallel zu diesen Ereignissen hatte Bacher von Napoleon den Auftrag erhalten, sich gemeinsam mit den Gesandten der Rheinbundstaaten nach Frankfurt am Main zu begeben, wo nach der Rheinbundakte der Sitz der Konföderation der rheinischen Bundesstaaten unter dem Vorsitz ihres Fürstprimas, des vormaligen Reichserzkanzlers Karl Theodor von Dalberg, eingerichtet werden sollte. Bei seiner Versetzung nach Frankfurt am Main erhielt Bacher eine förmliche Beglaubigung Napoleons für seine diplomatische Mission als französischer Geschäftsträger beim Rheinbund. Dieses lose konstruierte Staatenbündnis stellte sich Bacher als fortzuentwickelnden Ansatz einer straffen Zusammenfassung deutscher Staaten unter französischem Protektorat vor, mit einem stehenden Heer, mit einer geschriebenen Verfassung und gemeinsamem Rechtswesen, mit Bundesorganen, etwa einem obersten Bundesgericht sowie einer Bundesversammlung, die den ehemaligen Reichstag ersetzen sollte. Jene Erwartungen wurden allerdings enttäuscht, nicht zuletzt von Napoleon selbst, der keine Anstrengungen in diese Richtung unternahm. Auch sonst wurden Bachers Erwartungen an seine Frankfurter Position kaum erfüllt, denn Napoleon ernannte als diplomatische Vertreter Frankreichs in einzelnen Rheinbundstaaten selbständige Gesandte, die Bacher insoweit funktionslos machten. So beschäftigte sich Bacher zu einem wesentlichen Anteil mit Sonderaufträgen seiner Regierung, etwa der Feststellung und Einziehung der Güter des Heinrich Friedrich Karl vom und zum Stein, als dieser sich 1808 den Zorn des französischen Kaisers zugezogen hatte. Eine weitere Funktion Bachers als Geschäftsträger Frankreichs beim Rheinbund war es, die Aufstellung der in der Rheinbundakte vorgeschriebenen Militärkontingente der Rheinbundstaaten zu überwachen, insbesondere diejenigen der kleineren Staaten. 1809 erhielt er den Auftrag, sich zur Grande Armée nach Österreich zu begeben, um dort als Directeur générale de la Police zu fungieren. In dieser Funktion hatte er die Aufsicht über die Wiener Polizei. Seine Stellung nutzte er im Oktober 1809 dazu, die Akten des Reichshofrats zu beschlagnahmen und nach Paris abtransportieren zu lassen. Ende 1809 kehrte er nach Frankfurt am Main zurück. Auf Bachers Bitte hin, durch Nobilitierung seinen Kollegen im Range gleichgestellt zu werden, ernannte Napoleon ihn am 29. Dezember 1809 zum Baron d’Empire.
Zu Bachers letzten Tätigkeiten im politischen Dienst seiner Nation zählte zu Beginn des Jahres 1811 die Mission als kaiserlicher Kommissar die Besitzergreifung des Fürstentums Salm und des Herzogtums Arenberg-Meppen durchzuführen und den Diensteid der dort tätigen Staatsbeamten auf den französischen Kaiser abzunehmen. Im Dezember 1810 hatte er bereits das Gebiet des Herzogtums Oldenburg dem Empire einverleibt. Alle diese Staaten des Rheinbundes waren durch Beschluss des französischen Senats widerrechtlich vom Ersten Kaiserreich annektiert worden, um eine bessere Grundlage für die Durchsetzung der gegen Großbritannien errichteten Kontinentalsperre zu erhalten.
Mit Schreiben vom 6. Dezember 1811 wurde Bacher durch Außenminister Talleyrand von seinem Frankfurter Posten abberufen. Ein Nachfolger wurde nicht benannt. In der Folgezeit erkrankte Bacher schwer. Dies berichtete ein ehemaliger Kollege Bachers am Hofe des Großherzogtums Frankfurt am 10. November 1813. Einige Zeitungen meldeten bald darauf, dass Bacher am 15. November 1813 in Mainz gestorben war.